# PBA-Flug 1039
Auf dem PBA-Flug 1039 (Flugnummer IATA: PT1039, ICAO: PBA1039, Funkrufzeichen: PBA 1039) ereignete sich am 6. Dezember 1984 ein schwerer Flugunfall, als kurz nach dem Start vom Jacksonville International Airport das Höhenruder einer Embraer EMB-110P1 Bandeirante der Fluggesellschaft Provincetown-Boston Airlines abbrach und die Maschine zu Boden stürzte. Bei dem Zwischenfall kamen alle 13 Personen an Bord ums Leben.

## Maschine
Das betroffene Flugzeug war eine 1981 gebaute Embraer EMB-110P1 Bandeirante mit der Werknummer 110365. Die Maschine trug beim Hersteller das Testkennzeichen PT-SEK. Im November 1981 wurde die Maschine an die Provincetown-Boston Airlines ausgeliefert. Die Maschine trug das Luftfahrzeugkennzeichen N96PB. Das zweimotorige Regionalverkehrsflugzeug war mit 20 Sitzplätzen und zwei Turboproptriebwerken des Typs Pratt & Whitney Canada PT6A-34 ausgestattet. Bis zum Zeitpunkt des Unfalls hatte die Maschine eine Gesamtbetriebsleistung von 5.662 Betriebsstunden absolviert, auf die 7.858 Starts und Landungen entfielen.

## Betreiber
Die Maschinen der in Provincetown, Massachusetts beheimateten PBA waren ab dem 10. November 1984 gegroundet worden, da die Fluggesellschaft gegen Flugsicherheitsbestimmungen der Federal Aviation Administration verstoßen hatte. Der Fluggesellschaft wurden eine mangelhafte Wartung, ein unzureichendes Pilotentraining und ein Fälschen von Wartungsunterlagen zur Last gelegt. Am 30. Juni 1984 hatte der Pilot einer Cessna 402 (N120PB) beim Anflug auf den Flughafen Boston seine Maschine zu früh aufgesetzt, wobei er selbst schwer und seine Ehefrau, die einzige Passagierin, tödlich verletzt wurde. Am 7. September 1984 war eine andere Cessna 402 (N89PB) aufgrund einer Fehlbetankung kurz nach dem Start vom Flughafen Naplesin Florida abgestürzt, wobei ein Mensch getötet wurde. Erst am 25. November 1984 konnte der Flugbetrieb wieder aufgenommen werden. Zuvor waren mehrere Piloten, die an den Verstößen beteiligt waren, entlassen worden. Vor dem Grounding hatte die Fluggesellschaft mehr Passagiere befördert als irgendeine andere Regionalfluggesellschaft in den USA.

## Besatzung und Passagiere
Den Flug von Jacksonville hatten elf Passagiere angetreten. Es befand sich eine zweiköpfige Flugbesatzung an Bord der Maschine, bestehend aus einem Flugkapitän und einem Ersten Offizier. Auf dem Regionalflug waren keine Flugbegleiter vorgesehen.
- Der 34-jährige Flugkapitän Thomas Michael Ashby war am 16. Februar 1974 durch die PBA eingestellt worden. Er verfügte über Musterberechtigungen für die Flugzeugtypen Douglas DC-3, Embraer EMB110, Martin 2-0-2, Martin 4-0-4 und NAMC YS-11. Zum Zeitpunkt des Unfalls verfügte er über rund 10.000 Stunden Flugerfahrung, von denen er rund 400 Stunden im Cockpit der Embraer EMB110 absolviert hatte. Über die Musterberechtigung für diesen Flugzeugtyp verfügte er seit dem 4. Oktober 1983.

- Der 25-jährige Erste Offizier Louis Ricardo Fernandez flog seit dem 11. Juli 1984 für die PBA. Er verfügte über rund 3.000 Stunden Flugerfahrung, von denen er rund 500 Stunden im Cockpit der Embraer EMB110 absolviert hatte.

## Unfallhergang
Die Maschine sollte plangemäß um 18:08 Uhr Ortszeit vom Flughafen Jacksonville starten. Die Startfreigabe wurde um 18:12 Uhr erteilt. Die Maschine hob um 18:13 Uhr von der Startbahn 31 des Flughafens ab. Die Piloten erhielten anschließend die Anweisung, auf die Frequenz der Abflugkontrolle zu wechseln, was diese bestätigten. Nur 30 Sekunden später beobachteten Augenzeugen, wie die Maschine mit einem steilen Nickwinkel zu Boden stürzte. Im Flug brachen die Höhenflossen, die Höhenruder, der Tailcone und ein Teil der Kielflosse von der Maschine ab. Um 18:14 Uhr schlug die Maschine etwa 2.400 Meter hinter dem Ende der Landebahn 31 auf. Die Maschine wurde durch den Aufprall und den anschließenden Brand völlig zerstört, die Passagiere wurden durch die Aufprallkräfte getötet.

## Unfalluntersuchung
Das National Transportation Safety Board (NTSB) übernahm nach dem Unfall die Flugunfalluntersuchung. Die Untersuchung wurde durch den Umstand erschwert, dass die Maschine weder mit einem Flugdatenschreiber noch mit einem Cockpit Voice Recorder ausgerüstet war. Es wurde festgestellt, dass die Höhenflosse in einem Stück in einer Entfernung von 1.100 Fuß von der Absturzstelle von der Maschine abgebrochen war. Der Tailcone und die Kielflosse waren gemeinsam mit der Höhenflosse abgerissen. Die Höhenruder waren von den Höhenflossen abgerissen, nachdem sich in den Drehzapfenhalterungen Risse gebildet haben, die typisch für eine Überlastung des Materials waren. Die Untersuchung konzentrierte sich auf den Verlauf und die Ursache des Strukturversagens. Es wurden mehrere Hypothesen aufgestellt:
- Strukturversagen nach Überschreitung der Betriebsgrenzen durch Turbulenzen
- Strukturversagen als Folge bestehender Schwächungen der Flugzeugstruktur
- Strukturversagen als Folge eines aerodynamischen Phänomens, verursacht durch einen bestehenden Schaden
- Strukturversagen durch Vibrationen, verursacht durch die Unwucht eines Propellers
- Strukturversagen durch aerodynamische Überbelastung, verursacht durch Defekte in der Flugzeugsteuerung

Aufgrund der fehlenden Flugdatenspeicher konnte das NTSB keine singuläre Ursache des Absturzes identifizieren, sondern mehrere mögliche Szenarien, die alleine oder in Kombination aufgetreten waren. Als Unfallursache im Unfallbericht wurde eine Fehlfunktion von entweder der Höhenrudersteuerung oder der Höhenrudertrimmung vermerkt. Diese habe zu einem Verlust über die Steuerbarkeit entlang der Nickachse geführt, die in dem Absturz endete. Bei dem Versuch der Besatzung, dem Kontrollverlust entgegenzusteuern, seien die Betriebsgrenzen der Steuerwelle des linken Höhenruders überschritten worden, was in einem asymmetrischen Abbruch des Höhenruders geführt habe.

## Folgen
Infolge des Unfalls erodierte das öffentliche Vertrauen in die PBA. Die Buchungszahlen gingen um 75 Prozent zurück. Die Fluggesellschaft musste Insolvenz anmelden und wurde im Jahr 1986 von der People Express aufgekauft.